# 野本美穂
野本 美穂（のもと みほ、1974年11月10日 - ）は、日本の女優。埼玉県出身。
香港、台湾でも活躍しており、当地での芸名は程嘉美（チェン・ガーメイ）。
1997年から1998年にかけては「野本実穂乃」と改名したが、程なくして元の名前に戻る。

## 出演

### 映画
- くノ一忍法帖 忍者月影抄（1996年）
- 極道戦国志 不動（1996年）- 観音寺ミカ
- 不夜城 SLEEPLESS TOWN（1998年）
- 安藤組外伝 群狼の系譜（1998年）
- 報復 / REVENGE（1999年）
- 凶犯（1999年）
- 万華鏡 -Kaleidoscope-（2001年）
- 実録・安藤昇侠道伝 烈火（2002年）
- 極道ジハード 〜聖戦〜 1（2002年）
- 極道ジハード 〜聖戦〜 2（2002年）
- 新任教師 野本美穂 恥肉の裏授業（2003年）

### 香港・台湾作品
- 赤足驚魂（1997年）
- 梁祝艳淡（1998年）
- 無盡奉獻（2000年）
- 禁欲女人村（2001年）
- メデューサ（2001年）
- 情毒（2001年）
- 驚恋（2001年）
- 女歓（2001年）
- 中国歴代名女人-西施（2005年）
- 淫蛇（2006年）

### Vシネマ
- 1995年
  - 美姉妹
- 1996年　
  - ラブホテルの夜
  - 快楽通信 人妻と担任教師
  - 異常愛
  - NINE-ONE II 魔獣都市
  - NINE-ONE II 魔獣都市 ハードエロス版
  - 叔母は家庭教師
- 1997年
  - HARD BOILD ハードボイルド
  - レイプ仕掛人
  - 団鬼六 女教師 肉の復讐
  - くノ一外伝 セーラー服忍法帳
  - マクザム
- 1998年
  - レディ・ローズ 情事の方程式
  - ワル外伝
- 1999年
  - ひとり暮らしの女
- 2001年
  - 万華鏡

### テレビドラマ
- ガールズplus1 第18話（1996年、CX）
- ナニワ金融道 2（1996年、CX）
- タブロイド（1998年、CX）
- 六本木キャバクラ天使（1999年、EX）
- 隣人は秘かに笑う 第8話（1999年、NTV）
- 浅見光彦シリーズ「須磨明石殺人事件」（2000年、TBS）
- フードファイト（2000年、NTV）

## 書籍

### 写真集
- ROPE（1995年、撮影：会田我路）
- TABOO（1999年、撮影：井ノ元浩二）